# امالدو
امالدو (به انگلیسی: Amaldu) یک منطقهٔ مسکونی در هند است که در اوتاراکند واقع شده‌است.